# Albert Greiner

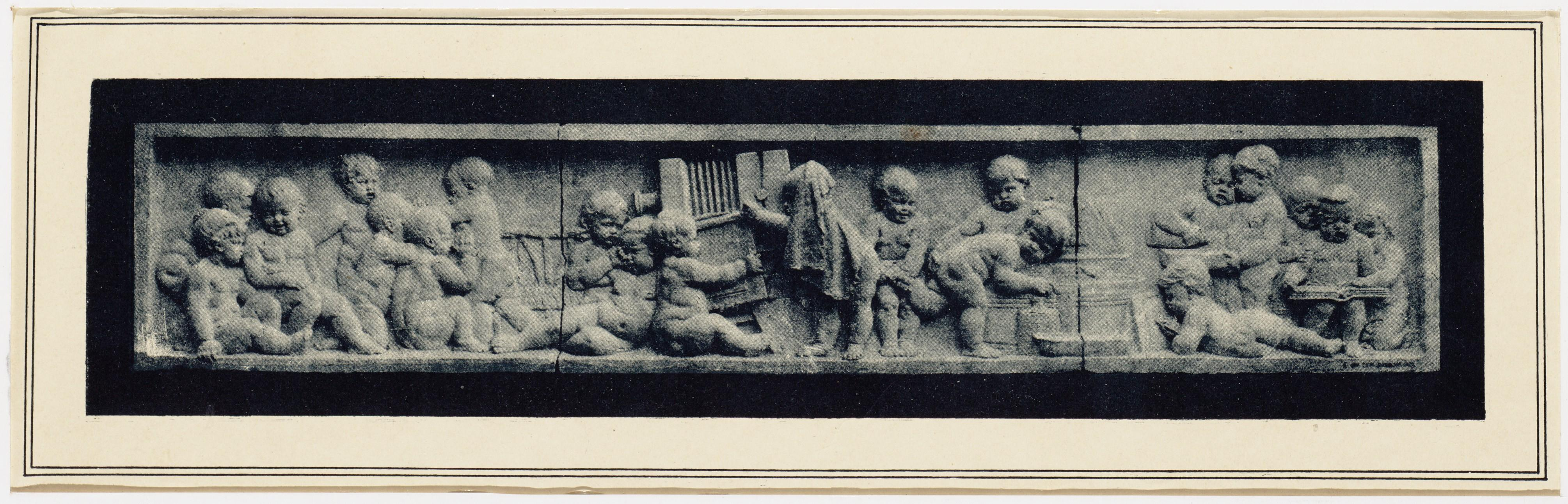
Fries aan de gevel van het atelier van Albert Greiner, met putti die met een camera spelen

Albert Greiner (Titisee-Neustadt, 6 augustus 1833 – Amsterdam, 28 maart 1890) was een gerenommeerd Amsterdams portretfotograaf. Bij zijn klanten was hij populair om zijn cartes de visite, hoewel hij zich vooral specialiseerde in toneelfotografie en foto's gemaakt met het 'onveranderlijke' kooldrukprocedé.

## Leven en werk

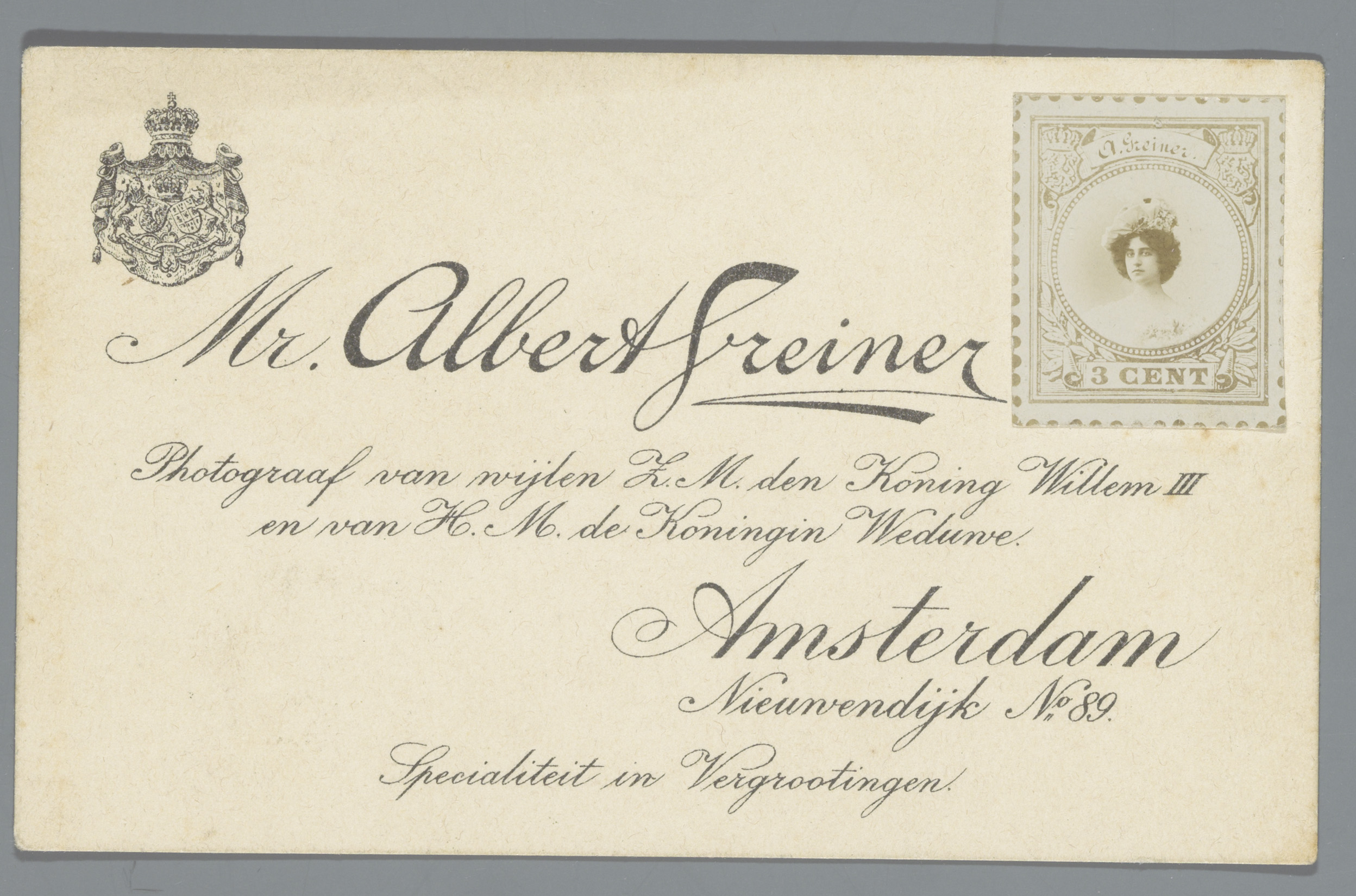
Visitekaartje van Greiner

Nadat enkele jaren eerder drie familieleden al vanuit Duitsland naar Amsterdam waren gekomen, arriveerde in november 1861 ook Albert Greiner in Amsterdam, samen met zijn verloofde Antonetta Storm en hun tweejarige dochtertje Mary Therese. Ze trokken meteen in bij familielid Ferdinand Greiner op het adres Nieuwendijk L 87, die zich daar als fotograaf had gevestigd. In 1862 nam Albert de zaak over, toen Ferdinand besloot terug te keren naar Titisee-Neustadt. Onder Alberts leiding floreerde de portretstudio vaktechnisch en zakelijk. Populair waren de portretfoto's in de vorm van visitekaarten, de zgn. cartes de visite. Onder zijn cliëntèle bevonden zich veel kunstenaars en acteurs. Albert ging zich daardoor ook steeds meer specialiseren in de toneelfoto's, die in die tijd nog niet tijdens de voorstelling gemaakt konden worden. 
Albert maakte ook Amsterdamse stadsgezichten, hoewel die binnen het grote oeuvre een bescheiden plaats innemen. Opvallend zijn wel de grote foto's van versieringen gemaakt tijdens koninklijke hoogtijdagen, zoals bij het 25-jarig regeringsjubileum van koning Willem III in 1874. Op 2 augustus 1879 ontving Albert het predicaat van hoffotograaf, waarna hij veelvuldig het koninklijk wapen op de achterzijde van zijn cartes de visite en in advertenties gebruikte.
Na zijn overlijden nam het vierde kind, Fidel Carl Albert Greiner (1865-1938) het bloeiende bedrijf van Albert Greiner over en zette het onder de oude naam voort tot 1928. Eerst nog de vaste fotograaf van de Nederlandsche TooneelVereeniging, bleek Greiner jr. echter niet in staat om de concurrentie aan te gaan met de nieuwe lichting toneelfotografen, zoals Frits Geveke en Jacob Merkelbach.

## Portretten

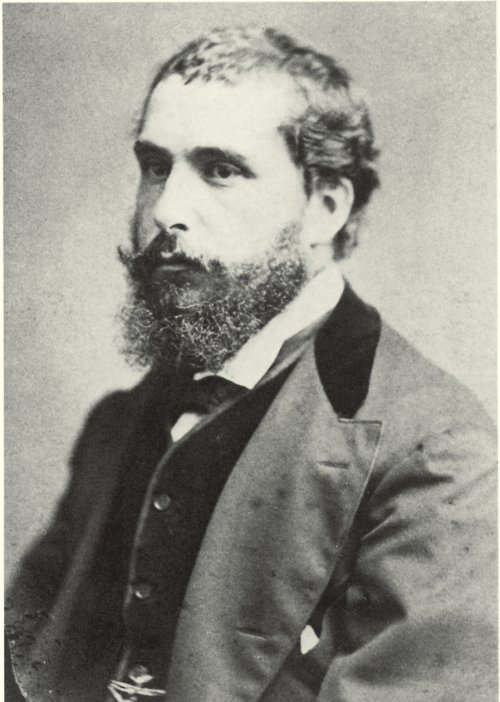
Claude Monet, schilder, 1871
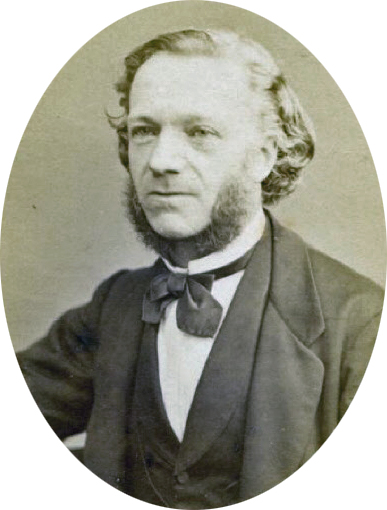
Jan Hendrik Maronier, Nederlandse predikant en auteur, 1880
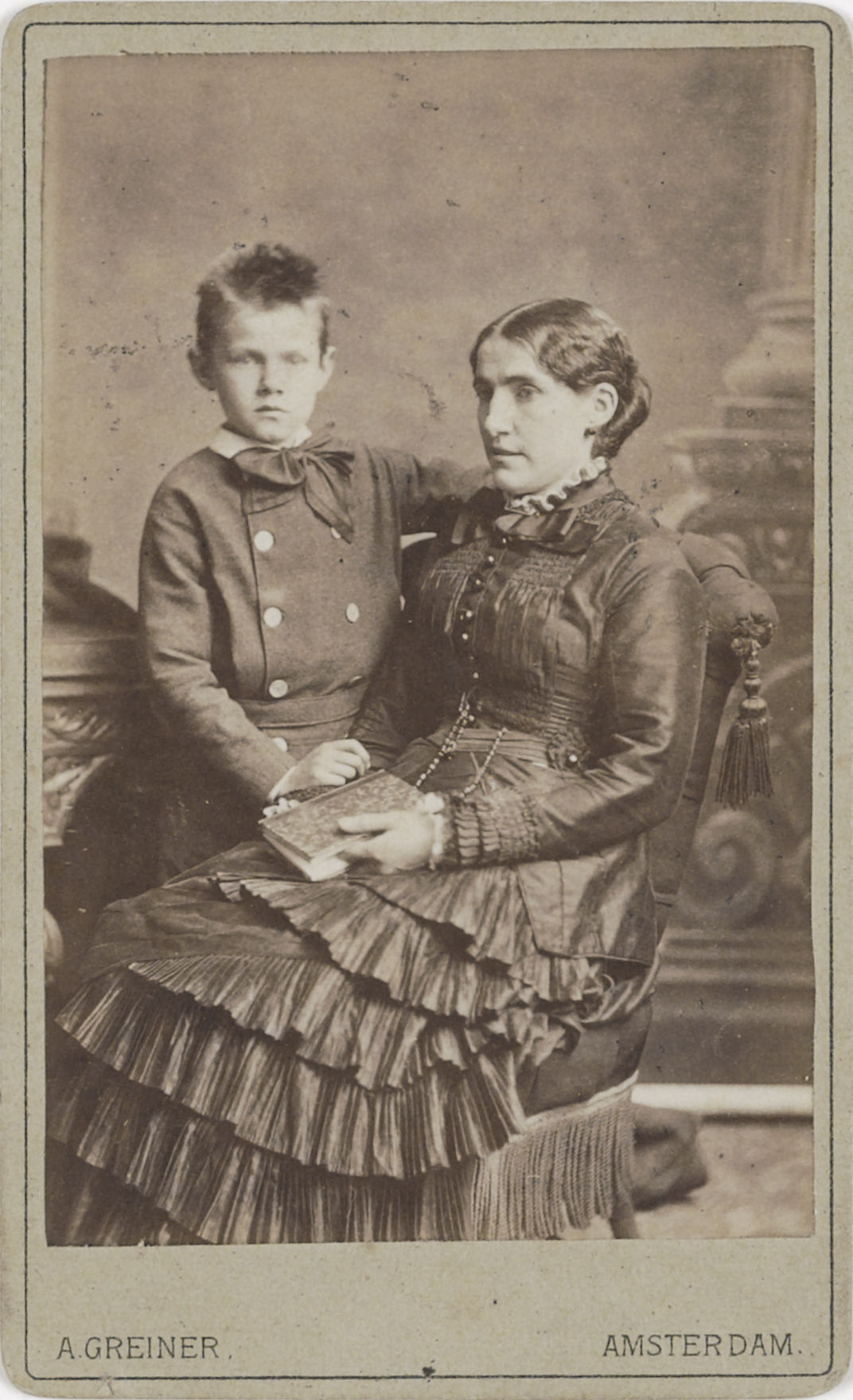
Carte-de-visite van Kee Vos Stricker met haar zoon, ca. 1879/1880
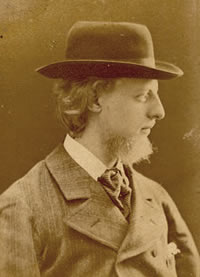
Jacques Perk, Nederlandse dichter, 1880
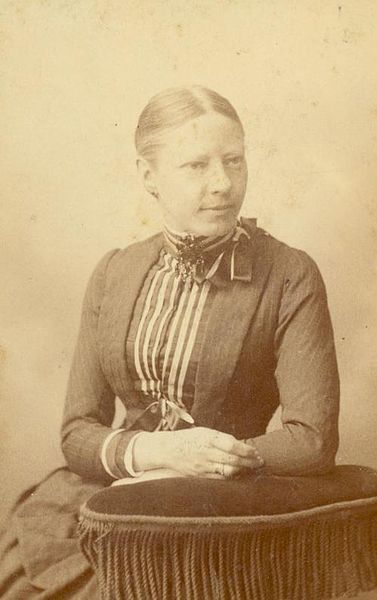
Wilhelmina Johanna van Marken-Matthes, Nederlandse ondernemer, 1880